# Gravity: Original Motion Picture Soundtrack
Gravity: Original Motion Picture Soundtrack è la colonna sonora del film Gravity scritto, diretto, montato e prodotto da Alfonso Cuarón nel 2013. La colonna sonora si è aggiudicata il Premio Oscar per la Miglior colonna sonora.
Il disco è stato composto da Steven Price ed è stato pubblicato in digitale il 17 settembre 2013 e su CD il 1º ottobre, dall'etichetta discografica WaterTower Music, di proprietà della Time Warner.

## Sviluppo
Il compositore Steven Price fu inizialmente chiamato a dare una mano per un paio di settimane nello sviluppo musicale della colonna sonora di Gravity. Dopo aver avuto una discussione creativa col regista Alfonso Cuarón, Price ha cominciato a comporre melodie che ha fatto ascoltare a Cuarón, il quale l'ha subito confermato come compositore della colonna sonora del film. Per allontanarsi dai classici motivi musicali usati nel film hollywoodiani thriller e d'azione, Cuarón e Price hanno deciso di non usare le percussioni.
(Steven Price)
La partitura è stata registrata in piccoli gruppi o con strumenti singoli, al contrario di un'orchestra collettiva, così che ogni suono potesse essere elaborato elettronicamente e mixato singolarmente per creare un effetto a strati ed un suono surround ambientale che circonda l'ascoltatore.
(Alfonso Cuarón)

## Tracce
Testi e musiche di Steven Price.
1. Above Earth – 1:50
2. Debris – 4:24
3. The Void – 6:15
4. Atlantis – 3:43
5. Don't Let Go – 11:11
6. Airlock – 1:57
7. ISS – 2:53
8. Fire – 2:57
9. Parachute – 7:40
10. In the Blind – 3:07
11. Aurora Borealis – 1:43
12. Aningaaq – 5:08
13. Soyuz – 1:43
14. Tiangong – 6:28
15. Shenzou – 6:11
16. Gravity – 4:35

Durata totale: 71:45

## Musicisti ed altri membri
Tutto il personale accreditato dal sito AllMusic:
- Gareth Cousins – Score Mixer, Recording Engineer
- Geoff Alexander – Conductor
- Robin Baynton – Assistant Music Editor
- Christopher Benstead – Music Editor
- Paul Broucek – Executive in Charge of Music
- David Butterworth – Orchestration
- Philip Collin – Organ
- Alfonso Cuarón – Producer
- George Drakoulias – Music Supervisor
- Andrew Dudman – Engineer
- Katherine Ellis – Vocals
- Haley Glennie-Smith – Vocals
- Isobel Griffiths – Orchestra Contractor
- Lisa Hannigan – Vocals
- David Heyman – Executive Producer
- Martin Hollis – Assistant Engineer
- Toby Hulbert – Assistant Engineer
- Lewis Jones – Assistant Engineer
- Matt Jones – Assistant Engineer
- Joe Kearns – Assistant

- Jason Linn – Executive in Charge of Music
- Alasdair Malloy – Harmonica
- Lisa Margolis - Music Business Affairs
- Charlotte Matthews – Orchestra Contractor
- Metro Voices – Choir/Chorus
- Everton Nelson – Orchestra Leader
- Jenny O'Grady – Chorus Master
- Sam Okell – Engineer
- Steven Price – Composer, Primary Artist, Producer
- Will Schofield – Cello
- Nicki Sherrod – Executive in Charge of Music
- Sandeep Sriram – Art Direction
- Jill Streater – Music Preparation
- Vicci Wardman – Viola
- Christian Wright – Mastering

## Riconoscimenti
- 2014 - Premio Oscar
  - Miglior colonna sonora
- 2014 - Golden Globe
  - Nomination Miglior colonna sonora
- 2014 - Premio BAFTA
  - Miglior colonna sonora
- 2014 - Satellite Award
  - Miglior colonna sonora
- 2014 - Broadcast Film Critics Association
  - Miglior colonna sonora
- 2014 - Chicago Film Critics Association
  - Nomination Miglior colonna sonora
- 2013 - San Diego Film Critics Society Awards
  - Nomination Miglior colonna sonora
- 2014 - Awards Circuit Community Awards
  - Miglior colonna sonora
- 2013 - Alliance of Women Film Journalists
  - Nomination Miglior colonna sonora
- 2014 - Central Ohio Film Critics Association
  - Nomination Miglior colonna sonora
- 2014 - Denver Film Critics Society
  - Miglior colonna sonora
- 2013 - Houston Film Critics Society
  - Miglior colonna sonora
- 2013 - St. Louis Film Critics Association Awards
  - Secondo classificato Migliori musiche
- 2013 - Washington D.C. Area Film Critics Association
  - Nomination Miglior colonna sonora